# Кирхаслах
Кирхаслах (њем. Kirchhaslach) општина је у њемачкој савезној држави Баварска. Једно је од 52 општинска средишта округа Унтералгој. Према процјени из 2010. у општини је живјело 1.314 становника. Посједује регионалну шифру (AGS) 9778157.

## Географски и демографски подаци
Кирхаслах се налази у савезној држави Баварска у округу Унтералгој. Општина се налази на надморској висини од 550 метара. Површина општине износи 32,0 km². У самом мјесту је, према процјени из 2010. године, живјело 1.314 становника. Просјечна густина становништва износи 41 становника/km².